# Pedro Barbadillo Delgado
Pedro Barbadillo Delgado (Sanlúcar de Barrameda, 1904 - Madrid, 1962) fue un político, escritor y abogado español. Concejal del Ayuntamiento de Sanlúcar de Barrameda, miembro de la gestora municipal que dirigió la ciudad tras el triunfo del golpe militar de 1936 en la zona. Fue alcalde de Cádiz desde el 28 de junio de 1940 hasta el 14 de noviembre de 1941 y, posteriormente, presidente de la Diputación Provincial de Cádiz. Es autor de tres libros sobre la historia de Sanlúcar de Barrameda: Historia de la ciudad de Sanlúcar de Barrameda en 1942, Historia Antigua y Medieval de Sanlúcar, en 1945 y Alrededor de Tartessos, en 1951. Tiene una calle dedicada en Sanlúcar.
- Datos: Q5675353